# Kniptjärnen (Arvidsjaurs socken, Lappland, 732201-168558)
Kniptjärnen är en sjö i Arvidsjaurs kommun i Lappland och ingår i Piteälvens huvudavrinningsområde. Sjön har en area på 0,0299 kvadratkilometer och ligger 282,2 meter över havet.

## Delavrinningsområde
Kniptjärnen ingår i det delavrinningsområde (732137-168607) som SMHI kallar för Ovan 731975-168724. Medelhöjden är 288 meter över havet och ytan är 3,44 kvadratkilometer. Det finns inga avrinningsområden uppströms utan avrinningsområdet är högsta punkten. Vattendraget som avvattnar avrinningsområdet har biflödesordning 2, vilket innebär att vattnet flödar genom totalt 2 vattendrag innan det når havet efter 112 kilometer. Avrinningsområdet består mestadels av skog (85 procent). Avrinningsområdet har 0,03 kvadratkilometer vattenytor vilket ger det en sjöprocent på 0,9 procent.